# David Bartholomé
David Bartholomé, né à Arlon le 17 juillet 1972, est un auteur-compositeur-interprète belge. Il est chanteur du projet Pop et Rock alternatif belge Sharko.

## Biographie
En 1992, David Bartholomé s'installe aux États-Unis. En 1997, de retour en Belgique, Bartholomé enregistre ses premières démos sous le nom Nose Kitchen. En mai 1997, il remporte le premier « Concourt-Circuit » qui récompense le meilleur espoir de la scène pop belge francophone. Le soir de la finale, après avoir gagné, il abandonne le nom Nose Kitchen pour adopter Sharko, qu'il fonde ainsi en 1999.
Le premier album, Feuded, sort en 1999. Distribué également en France et aux Pays-Bas, l'album rencontre un succès critique « estimable » selon OUI FM. Il est repris dans les albums de l'année 1999 d'Emmanuel Tellier dans les Inrockuptibles. Désormais associé sur scène au guitariste Teuk Henri, Bartholomé tourne en Belgique, aux Pays-Bas et en France. Une réputation « live » se développe grâce aux premières parties assurées pour Muse, Venus, Paul Weller et Arno. En fin d'année, Bartholomé se voit proposer l'écriture de jingles pour Canal+ Belgique.
2001 : L'album Meeuws2  voit le jour en février au Benelux, France, Italie et Suisse et en Angleterre. L'album, mixé par Mike Mogis (en) (du groupe américain Bright Eyes) comprend le single I went down. 
2003 : En septembre, le troisième album, le juste nommé Sharko III sort en Belgique. Album mixé par l'ingénieur de Peter Gabriel du Real World Studio, Ben Findlay. Cet album contient Excellent, President et le premier simple issu de l'album Spotlite. Le 12 février 2004, Sharko, accompagné de deux autres groupes phares de la scène rock belge francophone (Ghinzu et Girls in Hawaii), affichent complet dans la grande salle de la mythique Ancienne Belgique, concert qui marquera les débuts de la vague rock « Sacrés Belges ».
En avril 2004, Télérama honore l'album de quatre « clés ». La chronique des Inrocks souligne un « groupe en grand devenir ». L'Express consacre un article complet sur la fraîcheur du rock belge (illustré par une photo de Sharko). Plus étonnant encore le quotidien Le Monde propose une demi-page sur cette scène rock belge francophone explosive (illustrée cette fois par une photo de David) et le single Spotlite rentre sur la playlist de France Inter à l'été 2004.
2006 : Sharko approche le producteur Dimitri Tikovoï (Placebo, The Horrors, Goldfrapp) pour les aider à modifier leur son avec l'album Molecule  qui sort en novembre. Popnews affirme que l'album offre un « rock puissant ». Selon OUI FM, l'album « enchante la presse belge ». Molecule se retrouve en fin d'année numéro un des téléchargements indés sur ITunes France. 
2007 : Sweet Protection (poussé par un clip original), deuxième simple extrait de l’album, paraît. Sharko affiche complet à l’Ancienne Belgique et tourne sans relâche. "Molecule" est annoncé en mars en France (l'album sera chroniqué dans l'émission de Laurent Ruquier sur France 2) et en mai en Australie.
Au printemps, un chanteur arty-excentrique nommé Julien Doré se présente aux auditions de l'émission Nouvelle Star en France avec une chanson de Sharko, Excellent. Il gagnera l'édition 2007 de l'émission. Il permettra au groupe de rencontrer un nouveau public et à Excellent de connaître un succès culte sur internet propagé par de nombreux joueurs de ukulélé. Julien Doré fait la première partie du concert de Sharko en novembre 2007 au Lido, l'invitera à faire un duo avec lui lors de l'un de ses concerts, à Bruxelles en novembre 2008, et devient ami avec David Bartholomé,.
En juin, Sharko remporte deux « Octaves » (récompenses musicales belges) : meilleur groupe de l'année et meilleur album. Sharko fait ensuite deux prestations remarquées sur la mythique Place des Palais (devant le Palais Royal à Bruxelles) et aux Francofolies de Spa.
Durant l'été, la radio NRJ Belgique propulse Sweet Protection en forte rotation. Ce qui amènera le groupe à participer à NRJ in the park Belgique entre Fatal Bazooka, Amel Bent et Julien Doré. 
En novembre, les titres President et Spotlite sont repris dans le film et la B.O. du film français Le Cœur des Hommes 2 de Marc Esposito. 
2008 : David collabore au projet collectif français électro-rock Variety Lab. Projet qui compte parmi ses invités de l'album Team Up ; Donovan, Lily Frost et Yael Naïm qui reprend avec soin le rétro Love is a Bug, chanson découverte sur Molecule. David quant à lui signe et chante le succès radio We Should Be Dancing.
Le nouvel album de Sharko sort en 2009 sous le nom Dance on the Beast. L'album est annoncé par les singles Yo Heart et Rise Up. Dance on the Beast souligne une nouvelle voie plus festive et dansante. Le succès n'est pas au rendez-vous, le public semble surpris par ces nouvelles sonorités sans éclat ni second degré et la presse estime que l'album n'est pas assez dansant pour un album qui prétend l'être.
En 2011, David Bartholomé, sous son nom, propose un "one man show" qui varie entre histoires drôles, anecdotes sur le "métier" et autres exercices de ventriloquie sommaire. Fort de cette expérience, il sort son premier album solo Cosmic Woo Woo en octobre 2011, pour lequel David Bartholomé a obtenu le prix Album de l'année aux Octaves de la musique en 2012 et le prix du meilleur clip.
En juin 2010, le documentaire David Bartholomé: Extravertif réalisé par WAF! au cours de la promotion de l'album Dance on the Beast voit le jour sur la plate-forme Vimeo.
Après un hiatus de sept ans, le nouvel album You Don't Have To Worry, de Sharko voit le jour et sort en avril. Le single You Don't Have To Worry annonce l'album au mois de mars.
Las d'assurer la promotion via les mêmes circuits depuis tant d'années et frustré (?) de ne pas suffisamment passer en radio (alors qu'il considère You Don't Have To Worry comme son album le plus abouti), David Bartholomé décide d'aller lui-même à la rencontre de son public pour défendre son répertoire et se lance dans une série de concerts à domicile début 2017. Fort du succès de cette tournée, ravi de découvrir une autre façon de proposer sa musique pour un public ravi de pouvoir l'écouter dans un cadre différent, David Bartholomé enregistre (quasi seul) et sort album « best of » acoustique Hometour Acoustic Woaw en septembre 2017. Il s'agit d'un recueil des chansons de Sharko dans des versions acoustiques, avec aussi des chansons tirées de son album solo. Une version légère reggae de When I Was Your Age (ode à Justin Bieber) est proposée aux radios. Le single "Never" suit au printemps 2018.
En 2019, Sharko revient à une formule plus electro pop avec l'album Glucose.

## Écriture (chroniques radios, magazines) et composition de musiques (documentaires, films)
David Bartholomé collabore aux magazines belges Wilfried (depuis 2016) et Eddy (depuis 2020) : il y rédige un journal et divers articles sur Bruno Venanzi, Gino Russo, l'Anarchisme en Belgique et divers chroniques. David Bartholomé a, en radio, présenté des chroniques lors d'épisodes des émissions Nouveaux Enfants de Chœur sur Vivacité à la rentrée 2019 et depuis 2020 sur Week-end Première. Il a écrit les musiques des documentaires Quel Cirque !, Molenbeek et Guy André Daniel Michel de Philippe Cornet[Qui ?].

## Réalisation de clips
- Sharko "President" 2004
- Sharko "Motels" 2004
- Sharko "Spotlite" 2010
- Sharko "Galileo" 2016
- Sharko "Spotlite Hometour Acoustic Version" 2017
- Sharko "Never Hometour Acoustic Version" 2017
- Sharko "In The Middle Of Hometour Acoustic Version" 2018
- Sharko "You Don't Have To Worry Hometour Acoustic Version" 2018
- Sharko "Glucose" 2019

## Récompenses
- 1997 - Lauréat du Concourt-circuit, prix du public et prix "Télé-Moustique"
- 2004 - Lauréat Découvertes du Printemps de Bourges
- 2007 - Octaves de la musique : prix Album de l'année pour Molecule - Sharko
- 2007 - Octaves de la musique : prix Groupe de l'année - Sharko
- 2008 - Prix de l'Adami (France) - Sharko
- 2012 - Octaves de la musique : prix Album de l'année pour Cosmic Woo Woo - David Bartholomé
- 2012 - Octaves de la musique : prix du Clip musical de l’année des Télévisions Locales pour In the middle of - David Bartholomé